# Hoogovenstoernooi 1994
Het Hoogovenstoernooi 1994 was een schaaktoernooi dat plaatsvond in het Nederlandse Wijk aan Zee. Het werd gewonnen door Predrag Nikolić.

## Eindstand
| Nr.    | Speler            | Rating | Punten |
| ------ | ----------------- | ------ | ------ |
| Goud   | Predrag Nikolić   | 2625   | 7      |
| Zilver | Sergej Tiviakov   | 2630   | 5½     |
| Brons  | Curt Hansen       | 2580   | 5      |
| Brons  | Jeroen Piket      | 2605   | 5      |
| Brons  | Péter Lékó        | 2545   | 5      |
| 6      | Loek van Wely     | 2570   | 4      |
| 6      | Ilya Smirin       | 2615   | 4      |
| 8      | Iván Morovic      | 2605   | 3½     |
| 8      | Ivan Sokolov      | 2650   | 3½     |
| 10     | John van der Wiel | 2570   | 2½     |